# Suffer Little Children
"Suffer Little Children" é uma canção escrita pela banda de rock inglesa The Smiths. O cantor Morrissey e o guitarrista Johnny Marr escreveram. Foi apresentada no The Smiths em fevereiro de 1984 e como segunda parte do single de maio de 1984 "Heaven Knows I'm Miserable Now".

## Produção
A canção fala sobre as execuções dos moores que ocorreram em Saddleworth Moor, que vista Manchester, entre 1963 e 1965. Muitas das vítimas eram jovens quando morreram. Morrissey, nascido em 1959, escreveu as letras da canção depois de ler Beyond Belief: A Chronicle of Murder and its Detection, uma obra escrita por Emlyn Williams sobre os assassinatos.
O título da canção é uma frase encontrada no Evangelho de Mateus, capítulo 19, versículo 14, em que Jesus repreende seus discípulos por terem rejeitado um grupo de crianças e diz: "Deixai as criancinhas e não as impeçais de vir a mim, porque dos tais é o reino dos céus."

## Controvérsia
Lançado pela primeira vez pelo The Smiths em fevereiro de 1984, foi relançado em maio como lado B do single "Heaven Knows I'm Miserable Now". O Manchester Evening News noticiou que os familiares das vítimas do assassinato dos Mouros criticaram a letra, na qual três das vítimas são mencionadas pelo nome. Alguns jornais também afirmaram que a foto da capa do single de Viv Nicholson pretendia se parecer com Myra Hindley.
Posteriormente, Boots e Woolworths retiraram o álbum e o single da venda. Morrissey mais tarde estabeleceu uma amizade com Ann West, a mãe da vítima dos Mouros, Lesley Ann Downey, depois que ela aceitou que as intenções da banda eram honrosas.